# Дворец Сеида Мирбабаева
Дворец Сеида Мирбабаева — дворец на площади Азнефть, Баку, Азербайджан.
Он принадлежал Сеиду Мирбабаеву, певцу, который стал одним из нефтяных миллионеров Азербайджана. Здание было построено в стиле «французский Ренессанс» по проекту архитектора Павла Штернберга. Критики выделяют это здание благодаря необычному фасаду и множеству архитектурных деталей.

## История

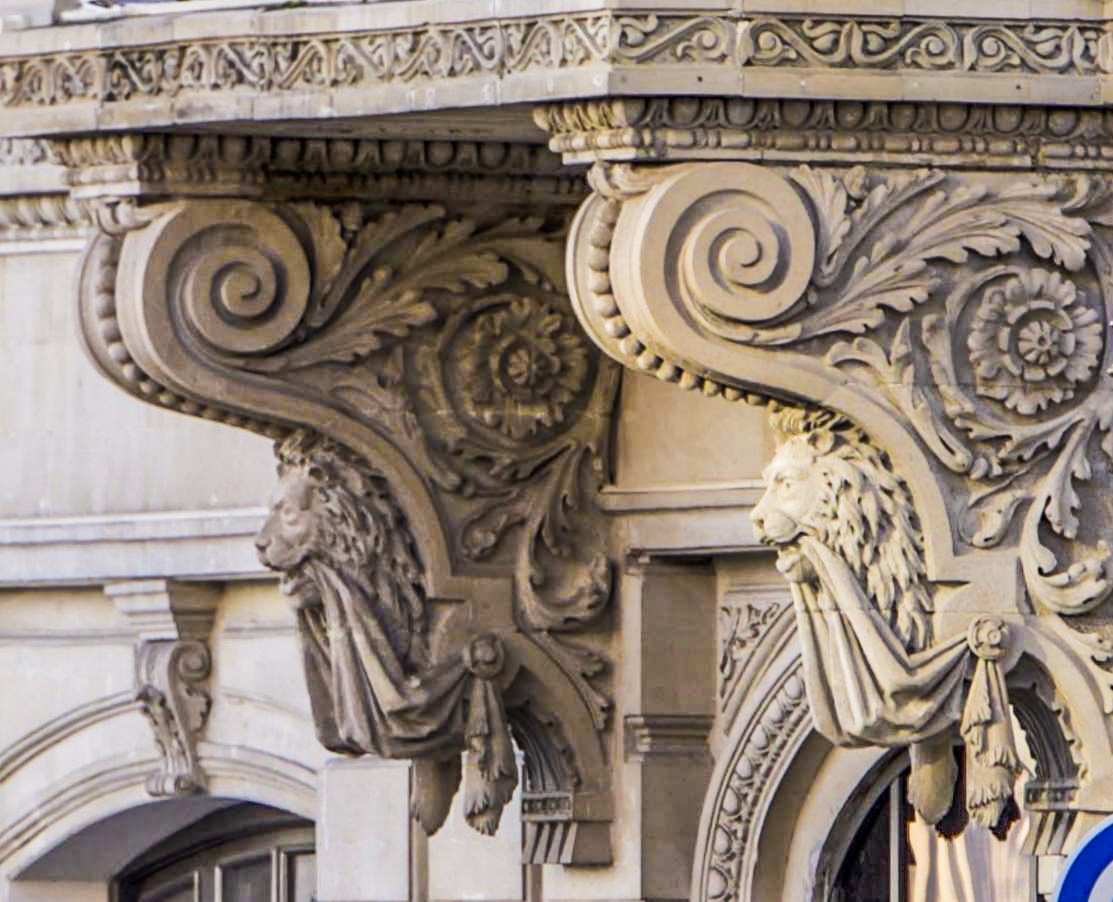
Детали фасада дворца

Проект здания был утвержден 25 мая 1893 года, строительство началось в конце того же месяца. Улица Ниязи (изначально Садовая, затем Ереванская или Ереванский спуск, с 1937 - Чкалова), где расположен дворец, шла по центральной части города от площади Азнефть. Эта улица также ныне является частью круговой улицы вокруг Ичери-шехер. Главный фасад здания смотрит на западную сторону Каспийского побережья.
Первым владельцем здания была семья купца Арамяна, однако он играл в азартные игры, а затем потерял недавно построенное здание в одной из партий в «Британском клубе», где играл с другими миллионерами. Жена Арамяна смогла сохранить дворец, заплатив выигравшему здание своими драгоценностями. Несмотря на это, позднее Арамяну пришлось продать здание.
Бакинский аукционист недвижимости не хотел покупать здание, и он отправился в Тбилиси, чтобы найти клиента. В это время здание привлекло внимание Сеида Мирбабаева, недавно разбогатевшего азербайджанского певца. Мирбабаев обратился к меценату Зейналабдину Тагиеву за советом, и тот посоветовал ему купить дворец и разделить его на квартиры. Затем Тагиев написал рекомендательное письмо Арамяну, чтобы помочь Мирбабаеву купить дом. Арамян продал здание по более низкой цене, чем планировал ранее. С этого времени здание стало известно среди местного населения как дом Мирбабаева. В период первой Азербайджанской демократической республики на первом этаже здания было расположено британское консульство
После установления в Азербайджане советской власти большевики конфисковали всю собственность Сеида Мирбабаева. Самому миллионеру пришлось эмигрировать во Францию.
В советское время бывшем дворце находилось нефтедобывающее объединение Азнефть, а после получения страной независимости в 1991 году в здании был размещен головной офис Государственной нефтяной компании Азербайджанской Республики. В 1990-х годах в здании были проведены ремонтные работы.

## Владелец

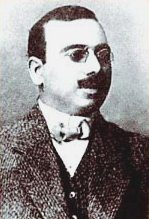
Владелец здания — Сейид Мирбабаев

Сеид Мирбабаев был певцом, звездой бакинских свадеб. Пение на свадьбе миллионера Шихбалаева изменило жизнь Мирбабаева: дядя жениха подарил певцу земельный участок, и через некоторое время в этом месте нашли нефть. Сеид Мирбабаев стал миллионером.

Дядя жениха, — в богатом наряде, опоясанный золотым поясом, весь увешанный золотым оружием и золотыми медальонами, усыпанными бриллиантами и рубинами, — в восторге кричит ханенде: «Сеид, дарю тебе скважину в местечке „Бала шоранлыг“, доставшемся мне в наследство от бабушки (будто в отместку дяде жениха по отцовской линии). Бурить там еще не закончили, но это я все беру на себя. Забьёт фонтан — станешь миллионщиком. А пока, да упокоит аллах твоих предков, спой еще одну величальную, разбереди душу!»
После такого подарка Сеид запел, как соловей. Поднес правую руку к уху, сверкнул крупным бриллиантом на безымянном пальце (ханенде был редким знатоком драгоценностей и их страстным коллекционером) и залился немыслимыми руладами на невообразимо высоких нотах. Весь меджлис ахнул от восхищения. Шабаш посыпался в бубен певца осенним листопадом—  Сулейманов Манаф. Дни минувшие (Исторические очерки) стр.86